# زمان شاه الدراني
زمان شاه الدراني ملك أفغانستان وثالث حكام الدولة الدرانية وهو خامس أبناء تيمور شاه الدراني، حكم من 1793 م إلى 1800 م .
استطاع زمان شاه السيطرة على حكم الدولة والتخلص من منافسيه من أخوته، حاول التوسع في الهند ولكنه لم يستطع، كما حاربه البريطانيون بتحريض من القاجاريين ملوك فارس .
قبض على زمان شاه في كابل ووضع في السجن مدة 4 أعوام حتى وفاته .